# ルドルフ・プルケルト
ルドルフ・ブルケルト（Rudolf Burkert、1904年10月31日 - 1985年6月7日）は1920年代から30年代にかけて活躍したチェコのスキージャンプ、ノルディック複合選手。

## プロフィール
1927年のノルディックスキー世界選手権（イタリア、コルティナ・ダンペッツォ）でノルディック複合金メダルを獲得。
翌1928年サンモリッツオリンピックのジャンプで銅メダルを獲得、複合では12位となった。
1933年の世界選手権（オーストリア、インスブルック）ではジャンプで銀メダルを獲得している。